# تپه سما خون
تپه سما خون مربوط به سده ۷ تا ۹ ه است و در شهرستان تربت جام، ۲ کیلومتری جنوب شرق روستای سماخون واقع شده و این اثر در تاریخ ۲۴ مرداد ۱۳۸۵ با شمارهٔ ثبت ۱۵۸۷۷ به‌عنوان یکی از آثار ملی ایران به ثبت رسیده‌است.